# Rupert Julian
Pour les articles homonymes, voir Julian.
Thomas Percival Hayes (1879-1943), dit Rupert Julian, est un acteur, scénariste, réalisateur et producteur de cinéma américain d'origine néo-zélandaise.

## Biographie

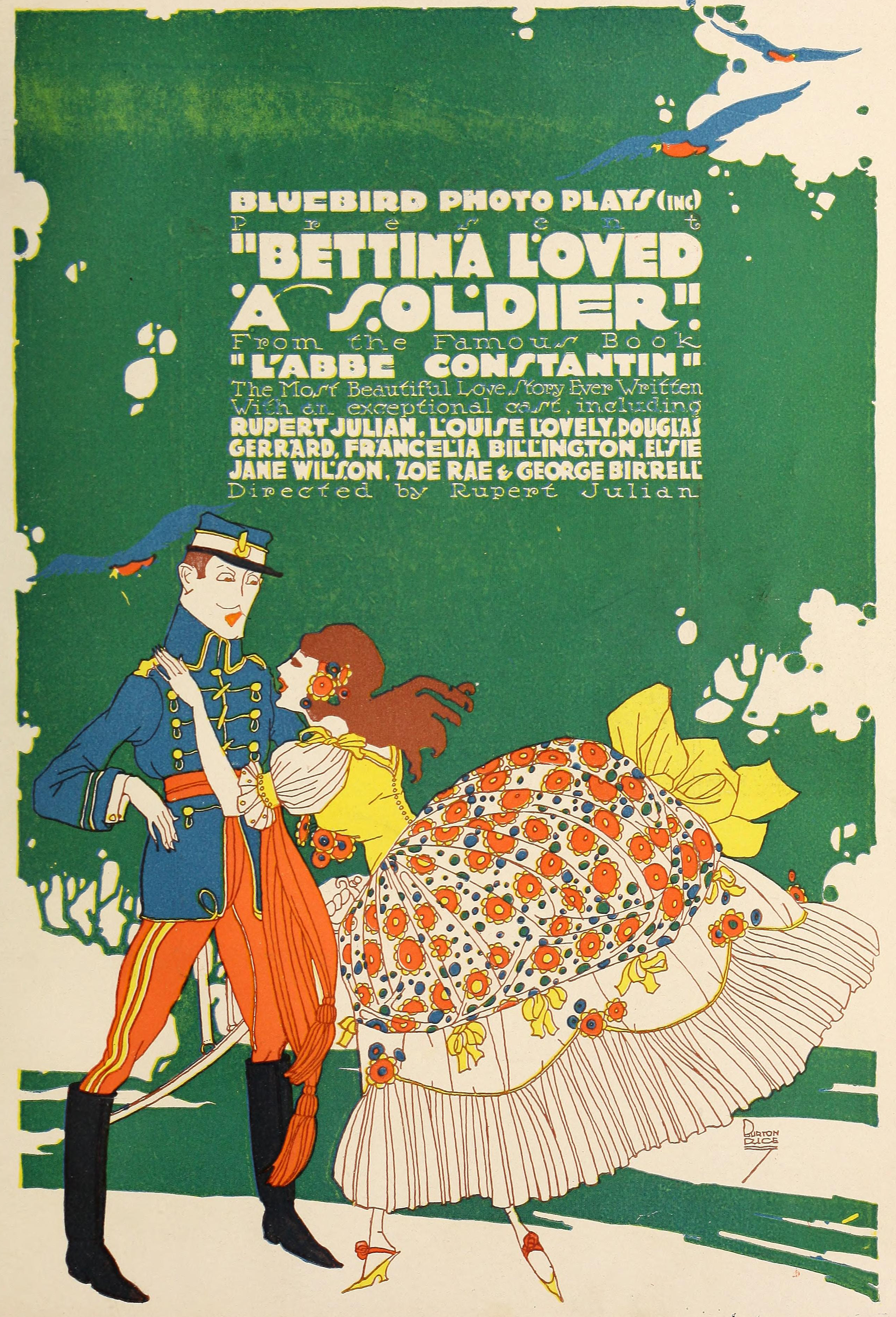
Bettina Loved a Soldier, film que Rupert Julian réalisa en 1916. C'était l'adaptation d'un roman de Ludovic Halévy, L'Abbé Constantin (graphisme de Burton Rice).

Né Thomas Percival Hayes à Whangaroa, en Nouvelle-Zélande, Rupert Julian s'est produit au théâtre et au cinéma dans son pays natal et en Australie avant d'émigrer aux États-Unis en 1911, commençant sa carrière américaine dans le cinéma muet pour les studios Universal Pictures. Il commença la direction d'acteurs en 1915, dirigeant souvent sa femme Elsie Jane Wilson, mais son travail était plutôt routinier jusqu'à ce qu'on lui demande de terminer le film Les Chevaux de bois en 1923 lorsqu'Erich von Stroheim fut remercié, puis en 1925 il dirigea Lon Chaney dans Le Fantôme de l'Opéra. Après l'avènement du parlant, sa carrière ne tarda pas à décliner, et, après avoir réalisé The Cat Creeps et Love Comes Along (tous deux en 1930), celle-ci s'arrêta.
Rupert Julian mourut à Hollywood (Californie) à l'âge de 64 ans et fut inhumé au Forest Lawn Memorial Park Cemetery à Glendale, en Californie.

## Filmographie partielle

### Réalisateur
- 1916 : Bettina Loved a Soldier (en)
- 1916 : The Turn of the Wheel
- 1917 : La Porte de communication (The Door Between)
- 1918 : Le Coup de dé (Hungry Eyes)
- 1918 : Hors-la-loi (Hands Down)
- 1918 : Amour (Fires of Youth)
- 1918 : The Kaiser, the Beast of Berlin
- 1919 : L'Empreinte (The Fire Flingers)
- 1919 : Le Corsaire (The Millionaire Pirate)
- 1919 : Les Marches qui craquent (Creaking Stairs)
- 1923 : Les Chevaux de bois (Merry-Go-Round)
- 1925 : Le Fantôme de l'Opéra (The Phantom of the Opera)
- 1924 : Love and Glory
- 1926 : L'Espionne (Three Faces East)
- 1926 : Silence
- 1927 : Le Médecin de campagne (The Country Doctor)
- 1928 : The Leopard Lady
- 1928 : Nuit de folie (Walking Back)
- 1930 : The Cat Creeps
- 1930 : Quand l'amour appelle (Love Comes Along)

### Acteur
- 1915 : The Pretty Sister of Jose, d'Allan Dwan
- 1915 : A Small Town Girl, d'Allan Dwan

#### Dans ses propres films
- 1916 : The Turn of the Wheel
- 1919 : L'Empreinte (The Fire Flingers)